# Porphyrophora rhodesiensis
Porphyrophora rhodesiensis är en insektsart som beskrevs av Hall 1940. Porphyrophora rhodesiensis ingår i släktet Porphyrophora och familjen pärlsköldlöss.
Artens utbredningsområde är Zimbabwe. Inga underarter finns listade i Catalogue of Life.